# Réglementations des installations électriques
Une réglementation des installations électriques est un ensemble de règles pour la conception, la mise en œuvre et l'utilisation des Installations électriques dans les bâtiments. La réglementation établit des normes garantissant des installations électriques sûres pour les personnes et les biens. 
Les installations sont soumises à des règles de sécurité rigoureuses en matière de conception et d’installation. Les fils et les câbles électriques sont définis en fonction de la tension de fonctionnement du circuit et de la capacité en courant électrique, avec des indications supplémentaires sur les conditions environnementales, telles que la plage de température ambiante, les niveaux d'humidité et l'exposition au soleil et aux produits chimiques. Les dispositifs de protection, de contrôle et de distribution des circuits associés dans le ou les tableaux électriques d'un bâtiment sont soumis à des spécifications de tension, de courant et sécurité de fonctionnement. Pour garantir que le câblage et l'appareillage associé sont conçus, sélectionnés et installés de manière à pouvoir être utilisés en toute sécurité, ils sont soumis aux codes et réglementations de sécurité en matière d'installation électrique qui varient en fonction des pays.
La Commission électrotechnique internationale (IEC) tente d'harmoniser les normes des installations électriques entre les pays membres, mais il existe encore d'importantes variations dans les exigences de conception et d'installation.

## Liste des codes électriques
- National Electrical Code a été adopté pour une installation électrique aux États-Unis et pour le Mexique, le Costa Rica, le Venezuela et la Colombie (Electrical wiring in North America (en));
- IEC 60364 (en), publié par la Commission électrotechnique internationale,  est utilisé comme base pour les codes électriques dans de nombreux pays européens;
- Code canadien de l'électricité publié par la CSA est utilisé au Canada (Electrical wiring in North America (en));
- La norme britannique BS 7671 est l’ensemble des réglementations relatives au installation électriques au Royaume-Uni (Electrical wiring in the United Kingdom (en))
- Norme australienne/néo-zélandaise AS/NZS 3000:2007 Wiring Rules est utilisé en Australie et en Nouvelle-Zélande;
- NF C 15-100 est utilisé pour les installations basse tension en France[2];
- RGIE – Règlement général sur les installations électriques (Algemeen Reglement op de Elektrische Installaties en néerlandais) est utilisé pour des installations en Belgique.